# Dvouřádkové elementy dráhy
Dvouřádkové elementy dráhy (NASA/NORAD Two-Line Element, TLE) představují specifický textový formát, který ve dvou řádcích reprezentuje elementy dráhy a další údaje, potřebné pro výpočet pozice kosmického tělesa.

## Charakteristika
Kromě standardních keplerovských elementů (které tvoří obsah druhé řádky TLE) obsahuje navíc v první řádce údaje potřebné pro výpočet změn dráhy v důsledku působení odporu zemské atmosféry. Díky jednoduché textové struktuře formátu je zajištěna snadná přenositelnost TLE údajů pomocí nejrůznějších komunikačních prostředků.
Údaje o družicích jsou pravidelně aktualizovány na základě radarových měření prováděných severoamerickým velitelstvím protivzdušné obrany - NORAD. Soubory s těmito údaji jsou přístupné na internetu a je možné jejich volné stažení.
Vlastní parametry uložené v TLE formátu jsou využívány v nejrůznějších počítačových programech sloužících k výpočtu polohy umělých kosmických těles.

## Ukázka TLE formátu
Následující ukázka reprezentuje údaje o Mezinárodní vesmírné stanici. Jednotlivá datová pole jsou v příkladu pro názornost barevně zvýrazněna. Pokud má některý údaj kratší délku, musí být chybějící znaky také nahrazeny mezerami, protože každé datové pole má pevně daný počet znaků. Povinné jsou i mezery mezi jednotlivými datovými poli (v příkladu bílé).
```
ISS (ZARYA)

1
 
25544
U
 
98
067
A  
 
07
242
.82805392
 
 .00014684
 
 00000-0
 
 94687-4
 
0
 
 889
1

2
 
25544
 
051.6347
 
078.6658
 
0008401
 
309.0313
 
184.9537
 
15.76384560
50255
9
```

Data mají následující význam:
Řádek nadpisu ("nultý" řádek)
| Pole | Sloupce | Znaků | Popis          | Příklad     | Význam      |
| ---- | ------- | ----- | -------------- | ----------- | ----------- |
| 1    | 01–24   | 24    | Jméno satelitu | ISS (ZARYA) | stanice ISS |

1. řádek
Obsahuje jednak identifikační údaje o satelitu (číslo v katalozích), čas (epocha), k němuž se údaje vztahují a popisuje také předpokládané změny dráhy - především brzdný vliv atmosféry.
| Pole | Sloupce | Znaků | Popis | Příklad    | Význam                                                                                               |
| ---- | ------- | ----- | --- | ---------- | --- |
| 1    | 01–01   | 1     | Číslo řádky | 1          | první řádek                                                                                          |
| 2a   | 03–07   | 5     | Katalogové číslo satelitu | 25544      | číslo 25544 v katalogu NORAD                                                                         |
| 2b   | 08–08   | 1     | Klasifikace | U          | U=neklasifikováno                                                                                    |
| 3a   | 10–11   | 2     | Mezinárodní označení - Poslední dvojčíslí roku vypuštění | 98         | rok 1998                                                                                             |
| 3b   | 12–14   | 3     | Mezinárodní označení - Pořadové číslo startu v daném roce | 067        | 67. start nosné rakety v daném roce                                                                  |
| 3c   | 15–17   | 3     | Mezinárodní označení - Písmenem rozlišený samostatný objekt, vypuštěný v daném startu. Pokud nestačí abeceda, použijí se dvojice, či dokonce trojice písmen | A          | první ze samostatně obíhajících satelitů výše uvedeného startu                                       |
| 4a   | 19–20   | 2     | Epocha - poslední dvojčíslí roku | 08         | 2008                                                                                                 |
| 4b   | 21–23   | 3     | Epocha - pořadové číslo dne v roce | 264        | 264. den v roce 2008 - 20.09.2008                                                                    |
| 4c   | 25–32   | 9     | Epocha - čas vyjádřený jako desetinná část dne | .51782528  | 0.51782528 dne = 12:25:40 (hodin:minut:sekund)                                                       |
| 5    | 34–43   | 10    | První derivace střední doby oběhu dělená dvěma. Popisuje, o kolik oběhů za den se za 24 hodin zkrátí doba oběhu družice. První znak je vyhrazen pro případné znaménko minus. Nula před desetinnou tečkou se nepíše.                                                                   | −.00002182 | Během 24 hodin se doba oběhu prodlouží (záporné zkrácení) o 0,00004364 oběhu za den                  |
| 6    | 45–52   | 8     | Druhá derivace střední doby oběhu dělená šesti. Číslo se čte jako by před ním byla nula a desetinná tečka, první znak je vyhrazen pro znaménko, poslední dva znaky jsou dekadický exponent se znaménkem (prakticky vždy minus). Obvykle je ale celé toto pole nulové jako v příkladu. | 00000-0    | druhá derivace není udána (je nulová)                                                                |
| 7    | 54–61   | 7     | BSTAR brzdný koeficient Číslo se čte jako by před ním byla nula a desetinná tečka, poslední dva znaky jsou dekadický exponent. Další koeficient, popisující změnu dráhy v čase | -11606-4   | −0,11606·10−4 R −1 Země                                                                              |
| 8    | 63–63   | 1     | Typ efemerid. Standardně vždy 0 | 0          | Povinná jediná možnost                                                                               |
| 9    | 65–68   | 4     | Pořadové číslo této dvouřádkové sady elementů. Pro každou novou sadu se zvětší o jednu. Po dosažení 9999 se pokračuje od 1 | 292        | 292. sada                                                                                            |
| 10   | 69–69   | 1     | Kontrolní součet. Poslední číslice prostého součtu všech předchozích cifer v řádku. Znak "-" se počítá jako 1, ostatní znaky se ignorují. | 1          | Součet předchozích cifer v řádku (včetně znaků minus, počítaných jako 1) je 191, poslední cifra je 1 |

2. řádek
Obsahuje keplerovské parametry dráhy.
| Pole | Sloupce | Znaků | Popis | Příklad     | Význam                                         |
| ---- | ------- | ----- | --- | ----------- | ---------------------------------------------- |
| 1    | 01–01   | 1     | Číslo řádku | 2           | druhý řádek                                    |
| 2    | 03–07   | 5     | Číslo satelitu (stejné jako v 1. řádce) | 25544       | 25544. satelit v katalogu NORAD                |
| 3    | 09–16   | 8     | Inklinace (sklon roviny dráhy k rovině rovníku) ve stupních | 51.6416     | 51,6416°                                       |
| 4    | 18–25   | 8     | Vzestupný uzel dráhy (úhel od jarního bodu k bodu, kde dráha protíná rovinu rovníku při letu směrem na severní polokouli) ve stupních a jejich desetinách                                                                               | 247.4627    | 247,4627°                                      |
| 5    | 27–33   | 6     | Excentricita dráhy. Číslo se čte jako by před ním byla 0 a desetinná tečka. Čistá nula znamená kruhovou dráhu. | 0006703     | dráha má numerickou excentricitu 0,0006703     |
| 6    | 35–42   | 8     | Argument perigea (úhel mezi výstupným uzlem a perigeem) ve stupních | 130.5360    | 130,5360°                                      |
| 7    | 44–51   | 8     | Střední anomálie ve stupních. Poloha fiktivního satelitu, pohybujícího se po referenční kruhové dráze se stejnou délkou poloosy. V perigeu je nulová. Lze ji také chápat jako čas od perigea v jednotkách "třistašedesátina doby oběhu" | 325.0288    | 325,0288°                                      |
| 8    | 53–63   | 11    | Střední pohyb - počet oběhů za den | 15.72125391 | 15,72125391 oběhu za 24 hodin                  |
| 9    | 64–68   | 5     | Pořadové číslo oběhu v čase epochy | 56353       |                                                |
| 10   | 69–69   | 1     | Kontrolní součet. Poslední číslice prostého součtu všech předchozích cifer v řádku, znak "-" se počítá jako 1, ostatní znaky se ignorují.                                                                                               | 7           | Poslední číslice součtu předchozích cifer je 7 |

Na základě výše uvedených údajů je možné spočítat polohu družice až na několik týdnů dopředu. S delším datem ovšem klesá přesnost predikce, což je způsobeno zejména rušivými silami vznikajícími jako důsledek tlaku kosmického záření, odporu zbytků zemské atmosféry, nepravidelnosti zemského gravitačního pole, gravitačním vlivem těles Sluneční soustavy a také motorickými manévry satelitu.